# خانه طالبی
خانه طالبی مربوط به اواخر دوره صفوی است و در بیرجند، خیابان منتظری، نزدیک خانه گلاوی واقع شده و این اثر در تاریخ ۱۱ دی ۱۳۸۰ با شمارهٔ ثبت ۴۶۶۳ به‌عنوان یکی از آثار ملی ایران به ثبت رسیده است.